# Cristina Sánchez

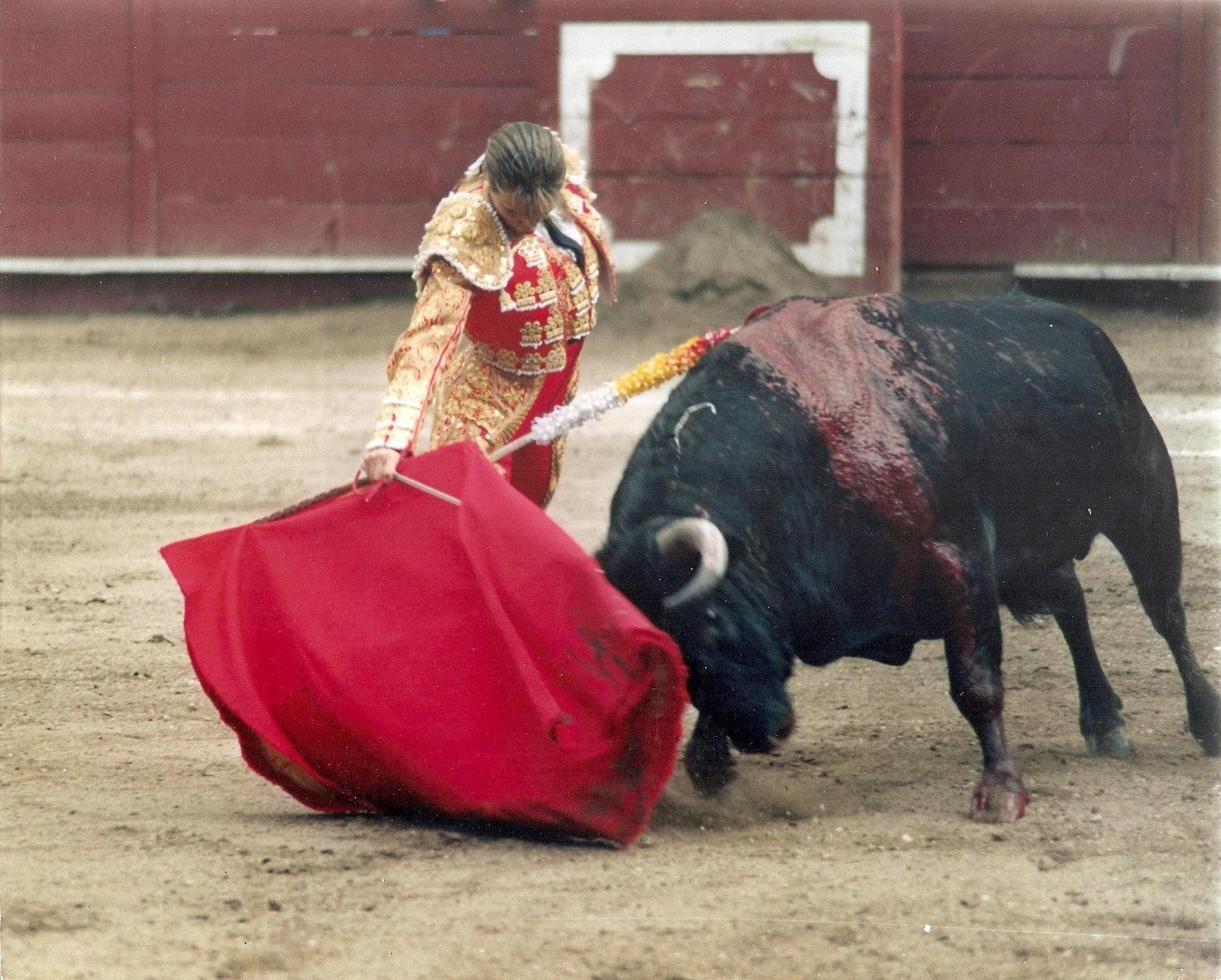
Cristina Sánchez

Cristina Sánchez de Pablos (* 20. Februar 1972 in Madrid) ist eine ehemalige spanische Stierkämpferin. 

## Leben
Sánchez debütierte am 13. Februar 1993 in Madrid, eine Woche vor ihrem 21. Geburtstag. Sie absolvierte 21 Stierkampfveranstaltungen mit Jungtieren (novilladas). Im Jahr 1996 wurde sie in Nîmes zur matadora de toros ernannt und trat seitdem gegen ausgewachsene Kampfstiere an. 1998 wurde sie als erste Frau in der bedeutendsten Arena der Welt, der „Plaza de las Ventas“ in Madrid, als Matadora offiziell anerkannt. Nach 185 Veranstaltungen (corridas) mit ausgewachsenen Stieren beendete sie 1999 wieder ihre Karriere.
Im Jahr 2000 heiratete sie den portugiesischen Banderillero Alejandro da Silva, dessen Managerin sie wurde. Das Ehepaar hat zwei Söhne. Sie arbeitet als Kommentatorin bei Stierkampfveranstaltungen für den Fernsehsender Castilla la Mancha, bei dem sie auch ihre eigene Fernsehsendung Escuela de toreros moderiert.
Am 20. August 2016 trat sie erstmals nach 17 Jahren Pause wieder als Matadora auf, anlässlich einer Stierkampfveranstaltung in Cuenca, deren Einnahmen einer Organisation zur Erforschung kindlicher Krebserkrankungen zugutekamen.